# I Wanna Be Selfish
I Wanna Be Selfish es el segundo álbum de estudio del dúo estadounidense Ashford & Simpson. Fue publicado en junio de 1974 a través de Warner Bros. Records.

## Lanzamiento
I Wanna Be Selfish fue publicado en junio de 1974 a través de Warner Bros. Records y se convirtió en el segundo álbum de estudio de Ashford & Simpson. Se publicó como un LP de vinilo y contenía cinco canciones en cada lado del disco. I Wanna Be Selfish debutó en la lista Soul LP's de Billboard en el número 50 durante la semana que finalizó el 27 de julio de 1974, alcanzando el puesto número 21 el 14 de septiembre. Debutó en la lista Top LP's & Tape de todos los géneros de la revista el 20 de julio en el número 195.

## Promoción
I Wanna Be Selfish incluía dos sencillos que se convirtieron en éxitos moderados entre mayo y noviembre de 1974. El primer sencillo en ser lanzado fue «Main Line» en mayo de 1974. La canción se convirtió en el segundo gran éxito de Ashford & Simpson, alcanzando el puesto 37 en la lista Hot Soul Singles. El segundo y último sencillo lanzado fue «Everybody's Got to Give It Up» en septiembre de 1974. Poco después de cinco semanas en la lista Hot Soul Singles, alcanzó el puesto número 15 en la semana del 16 de noviembre.

## Recepción de la crítica
Un escritor no especificado de Billboard comentó: “Chico, es así de bueno. Quiero decir, es verdaderamente un hito del soul-pop sofisticado. Las canciones individuales van desde muy buenas hasta alucinantes. Por su calidad, merece estar entre los diez mejores LP, pero debido a que los escritores, productores y cantantes solo hacen giras entre sesiones para otros artistas, es posible que a WB le resulte difícil lograr que esto obtenga toda la aclamación que merece”. Un escritor no especificado de la revista Cash Box declaró: “La pareja encaja perfectamente y ha sido continuamente una fuerza productiva en la industria con sus propios éxitos y aquellos que han escrito para otros artistas”.

## Lista de canciones
Todas las canciones escritas y compuestas por Nickolas Ashford y Valerie Simpson.
Lado uno
1. «Spoiled» – 3:00
2. «Everybody's Got to Give It Up» – 3:27
3. «I Wanna Be Selfish» – 3:13
4. «I Had a Love» – 4:41
5. «Main Line» – 3:13

Lado dos
1. «Ain't That Something» – 2:27
2. «Don't Fight It» – 2:30
3. «Ain't Nothin' but a Maybe» – 3:45
4. «Over to Where You Are» – 4:10
5. «Take All the Time You Need» – 5:07

## Créditos y personal
Créditos adaptados desde las notas de álbum de I Wanna Be Selfish.
- Valerie Simpson – voces, piano, producción
- Nickolas Ashford – voces, producción
- Leroy Pendarvis – piano eléctrico
- Frank Owens – piano eléctrico
- Francisco Centeno – bajo eléctrico
- Robert Kreiner – bajo eléctrico
- Andrew Smith – batería
- Charles Collins – batería
- Keith Loving Illedge – guitarra
- Cornell Dupree – guitarra
- Jerry Friedman – guitarra
- Ralph MacDonald – conga, percusión
- Dave Carey – percusión
- Seldon Powell – saxofón
- Joshie Armstead – coros
- Hilda Harris – coros
- Raymond Simpson – coros
- Paul Riser – arreglos

## Posicionamiento
| Gráfica (1974)                             | Pico de posición |
| ------------------------------------------ | ---------------- |
| Estados Unidos (Billboard Top LP's & Tape) | 195              |
| Estados Unidos (Billboard Soul LP's)       | 21               |